# Giovanni Battista Rota
Giovanni Battista Rota (Chiari, 10 marzo 1834 – Lodi, 24 febbraio 1913) è stato un vescovo cattolico italiano.

## Biografia
Giovanni Battista Rota nacque a Chiari da una famiglia lombarda della nobiltà locale trasferitasi dalla nativa Bergamo. Un suo antenato omonimo, infatti, era stato anche un valente storico e aveva tracciato le basi per una prima definizione della storia antica della città di Bergamo.
Venne eletto vescovo di Lodi il 1º giugno 1888 e sotto il suo episcopato, nel 1890 si svolse a Lodi l'VIII Congresso Cattolico Italiano a cui intervennero molti vescovi e prelati di diocesi italiane. Ebbe in questi anni per domestica, la religiosa Geltrude Comensoli, oggi beata. Sarà infatti il Rota ad avvicinarsi dal 1889 alle Suore Sacramentine da lei fondate, riconoscendole dall'8 settembre 1891, concedendo anche la fondazione di un loro monastero a Lodi. 
Nel 1898 tenne a Lodi la VII adunanza regionale lombarda dei comitati cattolici..
Morì nel febbraio del 1913 per le conseguenze di un ictus. Venne sostituito, temporaneamente, come Delegato dell'Amministratore Apostolico, da Mons. Cesare Manzoni che resse la Sede vacante fino alla nomina del successore Mons. Pietro Zanolini. 

## Genealogia episcopale
La genealogia episcopale è:
- Cardinale Scipione Rebiba
- Cardinale Giulio Antonio Santori
- Cardinale Girolamo Bernerio, O.P.
- Arcivescovo Galeazzo Sanvitale
- Cardinale Ludovico Ludovisi
- Cardinale Luigi Caetani
- Cardinale Ulderico Carpegna
- Cardinale Paluzzo Paluzzi Altieri degli Albertoni
- Papa Benedetto XIII
- Papa Benedetto XIV
- Papa Clemente XIII
- Cardinale Marcantonio Colonna
- Cardinale Giacinto Sigismondo Gerdil, B.
- Cardinale Giulio Maria della Somaglia
- Cardinale Carlo Odescalchi, S.I.
- Cardinale Costantino Patrizi Naro
- Cardinale Lucido Maria Parocchi
- Vescovo Giovanni Battista Rota